# Dulebowie (wołyńscy)

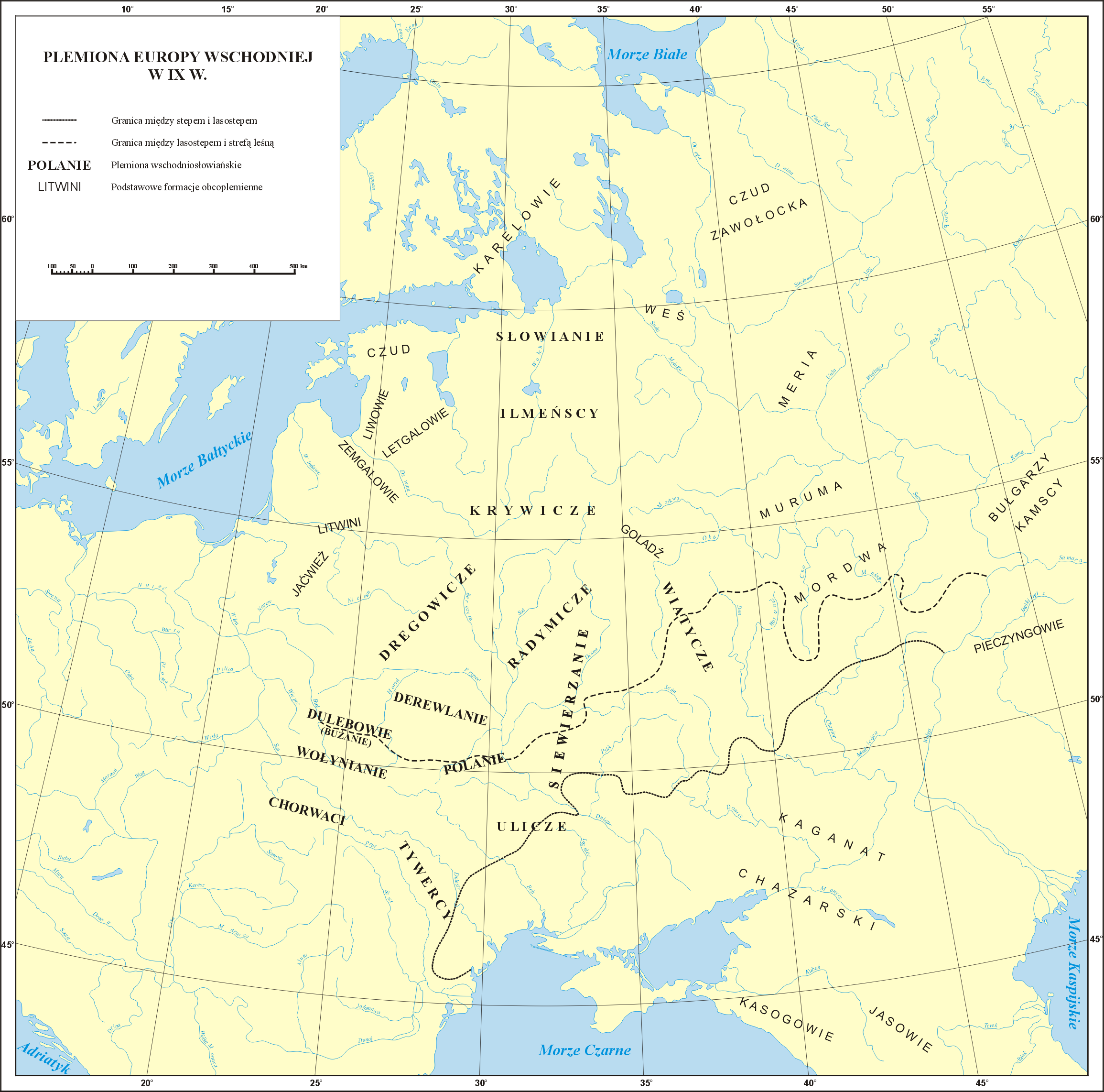
Plemiona Wschodniej Europy w VIII-X w. w świetle informacji "Powieści dorocznej" (na podstawie opracowania prof. Wojciecha Szymańskiego)

Dulebowie – plemię słowiańskie zamieszkujące Wołyń, którego przynależność do Słowian zachodnich lub wschodnich pozostaje w nauce przedmiotem dyskusji.

## Etymologia
Pierwotnie Dudlěbi, l.poj. Dudlěbъ, scs. Дулѣби/Dulěbi lub Дулѣбꙑ/Dulěby, w dawnej polskiej literaturze Dulębowie, albo poprzez pomylenie Ѣ z Ѧ lub skojarzenie z polskim pospolitym przydomkiem dulęba - "człowiek niezgrabny" - to według Jana Karłowicza od ruskiego dulèbъ, dulèbina, przym. dulèbyj = głupiec, bałwan, ślepy, zezowaty, ukr. dułèba, zwykle durnýj dułèba = zawadiaka, głupiec i właśnie od plemienia Dulebów (por. nazwy miejscowe Duleby, Duliby czy osobowe Duleba, Dulęba, Dolęba). W słowniku etymologicznym Maxa Vasmera ts. дуле́б to bałwan, prostak, idiota, przym. дулебый = zezowaty (podobnie u Władimira Dala) i stąd być może komi dul'epa kretyn, a te wszystkie też od plemienia Dulebów, która to nazwa etniczna według Vasmera miała pochodzić od zachodniogermańskiego Deudo- i laifs, śwn. Dietleip, Detlef, co nie oznacza germańskiego pochodzenia tego plemienia, ale może sugerować zamieszkiwanie w pobliżu jakiegoś germańskiego plemienia.

## Historia
Wokół plemienia Dulebów w literaturze wśród historyków pojawiło się wiele licznych i sprzecznych hipotez odnośnie do jego związku z dwoma innymi nadbużańskimi plemionami: Wołynianami i Bużanami. Niektórzy uczeni twierdzą, że Dulebowie, Wołynianie i Bużanie stanowili jedno plemię. Inni historycy identyfikują Dulebów z Wołynianami, a jeszcze inni Dulebów z Bużanami. Rosyjski uczony - Aleksiej Szachmatow z kolei uważał, że wszystkie trzy powyższe plemiona żyły na tym samym obszarze, ale w różnych odstępach czasu, natomiast Gerard Labuda popierając teorię R. Jakimowicza, przedstawioną w książce Okres wczesnohistoryczny. Prehistoria ziem polskich, pisze że Wołynianie żyli obok Bużan, zaś Dulebów na tym terenie nigdy nie było.
Według kronikarza Nestora Dulebowie żyli nad Bugiem gdzie dziś Wołynianie, czyli Nestor podkreśla że Dulebowie żyli na tym samym terytorium, ale przed pojawieniem się na tych terenach Wołynian, a następnie zmienili swoje miejsce osiedlenia, którego definitywne ustalenie jest niemożliwe ze względu na ubogość dotychczasowego materiału badawczego, co oczywiście nie przeszkadza w tworzeniu wielu różnych hipotez na ten temat.
Dymitr z Rostowa pisze w żywotach świętych Cyryla i Metodego, że pod przywództwem Dulebów Słowianie prowadzili długoletnie wojny z Bizancjum, efektem, których było rozprzestrzenienie się ich plemienia na inne tereny.
Według Nestora Dulebowie w VI lub VII wieku mieli zostać podbici przez Awarów.
Powieść minionych lat w żadnym z zestawień plemion "wschodniosłowiańskich" Dulebów nie wymienia, a sam region Bugu Nestor nigdy nie traktował jako region "wschodniosłowiański". W związku z powyższym m.in. profesor Henryk Paszkiewicz uważa, że nie ma żadnych podstaw, aby Dulebów zaliczać do "wschodnich Słowian". Mimo tego wśród historyków zdania na temat przynależności Dulebów do zachodniej lub wschodniej słowiańskiej grupy ludnościowej są podzielone.
W archeologii utożsamiani z podgrupą kultury praskiej, a konkretnie korczackiej tzw. kulturą Łuka-Rajkowiecką (ros. Лука-Райковецкая культура)